# 록맨 X (비디오 게임)
《록맨 X》(ロックマンX)은 캡콤이 슈퍼 패미컴으로 1993년에 발매한 액션 플랫폼 게임이다. 록맨 X 시리즈의 첫타를 끊은 작품이자 프랜차이즈 사상 최초 16비트 게임으로, 패미컴으로 발매됐던 기존 록맨의 파생작으로서 출발했다. 북미와 유럽 지역에선 《메가맨 X》(Mega Man X)라는 이름으로 발매됐다.
록맨 X는 원래 록맨 시리즈로부터 100여 년 후의 미래에서 인간과 로봇 '레플레이드'가 공존하는 세계를 다룬다. 레플로이드는 인간의 삶을 돕기 위해 제작됐지만, 설계상 오류로 인해 오작동을 이르키는 로봇들이 대거 발생해 대혼란을 야기시켰고, 이들을 처리하기 위해 설립된 조직 '이레귤러 헌터'마저 수장 시그마의 주도로 반란군 측으로 돌아서자, 주인공 X(엑스)가 이를 해결하기 위해 나서서 싸움을 벌이는 것이 이 게임 본편의 내용이다. 기본 시스템은 그대로이며, 벽차기나 대시 등의 새로운 액션과 오리지널 요소를 추가했다. 록맨 X는 머리와 팔, 가슴, 다리에 파츠를 추가하면 파워 업한다.
록맨 X는 발매 당시 호평을 받았고, 그 인기에 힘입어 최초 발매 이후 MS-DOS와 모바일로 여러 차례 이식됐다. 또한 버추얼 콘솔을 통해 Wii와 Wii U에도 출시됐고, 2006년에는 북미 지역에서 발매된 메가맨 X 컬렉션에도 포함됐다. 2005년에는 플레이스테이션 포터블로 리메이크 이레큘러 헌터 X(イレギュラーハンターX)가 출시됐다.

## 록맨 X1의 8 보스 일람
아이시 펭기고(Icy Penguigo)/칠 펭귄(Chill Penguin) 이명은 '설원의 황제(雪原の皇帝)'
펭귄 형태의 레프리로이드로 록맨 X1 보스 중에서 난이도가 가장 쉬운 보스. 사용 패턴은 입에서 샷건 아이스를 발사, 얼음 숨결을 내뿜어 자신의 똑같은 펭귄 모양의 얼음을 생성시킨다. 눈보라를 일으켜 펭귄 얼음을 앞으로 전진하게 하고, 펭귄처럼 슬라이딩 공격을 한다. 약점은 버닝 나우만더의 파이어 웨이브로 맞으면 불꽃에 휩싸인다. 이레귤러 헌터 X에서는 오리처럼 "꾸왁!꾸왁!꾸왁!" 소리를 낸다.  나중에 록맨 X4의 프로스트 키바토도스 스테이지 중간보스 '아이자도' 룸에서 얼어붙은 모습으로 등장한다.
무기:샷건 아이스(Shotgun Ice) - 얼음을 쏘며 벽이나 적에게 닿을 시 3방향으로 퍼져서 데미지를 준다. 차지 시 펭귄 모양의 얼음 덩어리를 발사, 돌진시킨다. 얼음 덩어리 위에는 올라탈 수도 있다.
스파크 맨드릴러(Spark Mandriller)/스파크 맨드릴(Spark Mandrill)
맨드릴 형태의 레프리로이드 약점은 아이시 펜기고의 샷건 아이스 맞으면 몸이 얼어붙고 동작이 멈춘다.
무기:일렉트릭 스파크(Electric Spark) - 느린 속도의 전기의 구(球)를 발사. 벽에 닿을 시 2방향으로 나뉜다. 차지 시 양쪽으로 전기의 벽을 발사한다.
아머 아르마지(Armor Armarge)/아머드 아르마딜로(Armored Armadillo)
아르마딜로 형태의 레프리로이드 스파크 맨드릴러의 기술 일렉트릭 스파크를 맞추면 몸이 감전이 되면서 몸의 갑옷이 벗겨진다.
무기:롤링 실드(Rolling Shield) - 무속성의 구(球)를 발사함. 차지 시 엑스에게 실드가 쳐진다. 약한 적들에게는 거의 무적이다.
런처 옥토펄드(Launcher Octopuld)/런치 옥토퍼스(Launch Octopus) 이명은 '심해의 무장장군(深海の武装将軍)'
문어 형태의 레프리로이드로 제 6함대 출신으로 록맨 X1 보스 중에서 유일하게 물속에서 살며, 패턴은 호밍 토피도 미사일을 발사하며, 물속에서 회오리 바람을 발생시킨다. 약점은 아머 아르마지의 롤링 실드지만, 부메르 쿠왕거의 기술으로 다리를 잘라버리면, 물속에서 회오리 바람을 일으키지 못하게 되고 바닥을 통통 튀며 점프만 하고 미사일만 쏘는 바보로 만들어 버린다. 참고로 스테이지 상 이녀석을 쓰러뜨려야 스팅 카멜리오 스테이지의 에너지 증가 아이템이 있는 장소에 물이 생겨서 획득이 가능해진다.
무기:호밍 토피도(Homing Torpedo) - 유도 미사일을 발사한다. 차지 시 물고기 모양의 미사일을 여러대 발사한다.
부메르 쿠왕거(Boomer Kuwanger) 사슴벌레 형태의 레프리로이드
무기:부메랑 커터(Boomerang Cutter) - 부메랑을 던져 데미지를 준다. 무기 회수가 가능하며 아이템을 가져올 수 있다. 차지 시 상하좌우 4방향으로 부메랑을 던진다.
스팅 카멜리오(Sting Chameleao)/스팅 카멜레온(Sting Chameleon) 카멜레온 형태의 레프리로이드
무기:카멜레온 스팅(Chameleon Sting) - 3방향으로 빔을 발사한다. 차지 시 일정시간 무적이 된다.
스톰 이글리드(Storm Eagleed)/스톰 이글(Storm Eagle) 이명은 '천공의 귀공자(天空の貴公子)'
독수리 형태의 레프리로이드로 이레귤러 헌터 제 7 공수부대 출신. 후속작 록맨 X2의 소닉 오스트리그가 존경하는 대상. 거대한 비행선 위에 진행되는데, 잘못하면 떨어지므로 각별히 주의해야 한다. 스테이지 도중 헤드 파츠 획득하여 머리로 벽돌을 격파 가능. 보스가 날개를 펼치며 압도적인 포스로 등장. 날개로 바람을 일으키고, 스톰 토네이도를 날리는데 데미지 반응은 없지만 풋 파츠로 가볍게 피할 수 있지만, 피하지 못할 경우 뒤로 밀려나 비행선 아래로 떨어져 즉사. 하늘로 높이 올라가 급강하하며 내려오는데 역시 대쉬로 가볍게 피하면 된다. 입에서 알을 낳아 참새 새끼 4마리를 부활시켜 X를 향해 날아오는데 파괴시키거나, 점프 대쉬로 가볍게 피할 수 있다. 약점은 스팅 카멜리오의 카멜레온 스팅으로 약점 반응은 별로 없다.
무기:스톰 토네이도(Storm Tornado) - 일직선으로 회오리를 발사한다. 적을 관통하는 효과가 있다. 차지 시 수직으로 회오리가 생성된다. 록맨 X1 무기 중 최강을 자랑하는 무기.
버닝 나우만더(Burnin' Noumander)/플레임 매머드(Flame Mammoth) 이명은 '작열의 오일탱크(灼熱のオイルタンク)'
코끼리 이름의 유래는 나우만코끼리 /맘모스 형태의 레프리로이드로 이레귤러 헌터 제 4 육상부대 출신으로 중동에서 활약. 사용 패턴은 코에서 기름을 뿌리는 데 데미지 효과는 없지만 불꽃이 닿으면 커다란 불기둥이 발생한다. 약점은 스톰 이글리드의 스톰 토네이도로 약점 반응은 별로 없다. 부메르 쿠왕거의 부메랑 커터를 안면부에 맞추면 코가 잘려나가는 모습을 볼 수 있다. 코가 잘려나간 모습은 돼지를 더 닮았다.
무기:파이어 웨이브(Fire Wave) - 짧은 사정거리의 불을 발사한다. 차지 시 불을 땅에 쏘며 일정 범위로 퍼진다.

## 출시
슈퍼 패미컴판이 처음 출시된 후, 1995년 로즈너 랩스가 개발한 IBM PC판이 6버튼 게임 컨트롤러와 함께 출시됐다. 1996년에 마이크로소프트 윈도우판이 일본에서 출시됐다.
1997년에 북미 지역에서 마제스코 엔터테인먼트가 슈퍼 패미컴판을 재발행했다. 1998년에는 일본 닌텐도가 닌텐도 파워 카트리지 서비스를 통해 1998년에 발매했다.

## 평가
| 평가 |               |
| --- | ------------- |
| 통합 점수 통합사 점수 게임랭킹스 88.50% [ 11 ] 평론 점수 평론사 점수 EGM 9 out of 10 [ 12 ] 게임프로 (4.75/5) [ 13 ] IGN 9 out of 10 [ 14 ] Game Players 95 out of 100 [ 15 ] Super Play 88% [ 16 ] |               |
| 통합 점수 |               |
| 통합사 | 점수          |
| 게임랭킹스 | 88.50%        |
| 평론 점수 |               |
| 평론사 | 점수          |
| EGM | 9 out of 10   |
| 게임프로 | (4.75/5)      |
| IGN | 9 out of 10   |
| Game Players | 95 out of 100 |
| Super Play | 88%           |